# モジブリボン
モジブリボン (ローマ字, Mojiburibon, 英語: Mojib-Ribbon) は、2003年11月20日にソニーコンピュータエンタテインメントが発売したPlayStation 2用ゲーム。開発は七音社。ジャンルはリズムアクションゲーム。
1999年発売のリズムゲーム「ビブリボン」のスピンオフ作品で、プロデューサーは松浦雅也、脚本はいとうせいこうが担当している。

## ゲームの内容
『パラッパラッパー』『ビブリボン』などを手掛けた七音社の音楽ゲームの一つ。本作は「言葉遊び」が題材となっており、ジャパニーズラップに合わせてゲームをプレイする「ことば・リズムアクションゲーム」となる。
ゲームとしては水墨画を意識した和風の世界観がベースとなっており、主人公である書道家ラッパー「モジブリ」とその仲間たちがラップに合わせて筆で文字を描いてゆくことでゲームが進行する。モジブリたちが操作する筆はコントローラーのアナログスティックに対応しており、ラップに合わせて正確かつタイミングよくスティックを上げ下げすることで得点が加算される。上手く入力できれば綺麗な文字が描かれ高得点となるが、逆に正確な入力に失敗すると「かすれ文字」や「にじみ文字」となり減点対象となる。
また、音楽に関しては当時の最新技術であった音声合成技術が採用されている点が特徴。上手くプレイできると、表示されている文字にあわせて自動的に音声が合成されてラップが出力されるユニークなシステムとなっている。
ゲーム内でプレイできるラップは、最初から用意されている全24ステージの「ラップ物語」だけでなく、プレイヤーがテキストや音程、リズムなどを編集することで、任意のラップを作ることも可能となっている。また、製作したラップはPS2専用ネットワークアダプタやPlayStation BB Unitを利用することで、他のプレイヤーとのデータのやり取りも可能だった。
当時はまだ合成音声を活用したゲームは珍しく、これらのゲーム性は「人間の声で歌う以外の方法で歌を作りたい」という想いから誕生したという経緯がある

## 参考
- モジブリボン - ウェイバックマシン（2007年5月14日アーカイブ分）